# Thomas Mowbray

Door Richard II aan Thomas de Mowbray verleende wapen.

Thomas Mowbray, 1e hertog van Norfolk KG (22 maart 1366 - Venetië, 22 september 1399 in Venetië) was de zoon van John Mowbray, 4e Baron Mowbray (- 1368) en Elisabeth Segrave (- 1375). Via zijn moeder was hij een achterachterkleinzoon van Eduard I.

## Titel

Mowbray,Sr.de, the Earl Marshal (THOMAS, KG, Duke of Norfolk 1397-8) – bore, England, differenced with a label (5) argent quarterly with, gules a lyon rampant argent ; Surrey Roll.

Thomas Mowbray : England differenced with a label (3) argent charged with three eagles displayed of the first quarterly with, gules, a lyon rampant argent, a label (3) azure. Surrey Roll.

Door de dood van zijn oudere broer John op 10 februari 1382 ontving hij de titel van 6e baron Mowbray en 7e baron Segrave. In 1383 herleefde voor hem de vervallen titel van zijn broer, graaf van Nottingham. In 1385 werd hij tot adelsmaarschalk van Engeland benoemd en nam in deze hoedanigheid deel aan verschillende campagnes tegen Schotland en Frankrijk.

## Lord Appellant en hertog
Thomas was een van de Lords Appelant die in 1387 de plannen van Richard II doorkruisten om het Parlement zijn invloed te ontzeggen. Na een succesvolle militaire overwinning bij Ratcot Bridge tegen een koningsgetrouw leger veroordeelde het door de Lords Appellant beheerste Merciless Parliament van 1388 sommige van de favoriete raadgevers van de koning ter dood. De adel had zo haar machtspositie tegenover de koning verzekerd. In de volgende jaren lijkt het echter tot een toenadering tussen Thomas en Richard II te zijn gekomen.
In 1397 klaagde Thomas een van zijn vroegere kameraden en tevens voormalige Lord Appellant, Thomas van Woodstock, 1e hertog van Gloucester en oom van de koning, aan wegens hoogverraad. Gloucester werd gevangen genomen en in Thomas’ hoede overgedragen, die zich in die tijd in Calais ophield. Op 8 september 1397 stierf Gloucester tijdens zijn gevangenschap onder tot op heden onopgehelderde omstandigheden. Dat Thomas en Richard II onder een hoedje zouden spelen, kon niet worden aangetoond. Het lijkt evenwel voor de hand te liggen dat hij vermoedelijk in opdracht van de koning handelde.
Thomas werd enkele weken later (29 september) tot hertog van Norfolk verheven en verwierf in 1399 na de dood van zijn grootmoeder langs moederskant, hertogin Margaretha van Norfolk, ook de titel van hertog van Norfolk.

## Aangeklaagd en verbannen
Een andere Lord Appellant, Hendrik Bolingbroke, hertog Hereford en neef van Gloucester en van Richard II, alsook zoon van hertog van Lancaster (Jan van Gent), klaagde nu zijnerzijds Thomas wegens hoogverraad aan. De koning nam na een lange strijd deze gelegenheid te baat om Bolingbroke voor 10 jaar uit het land te verbannen en zich ook van Thomas te ontdoen door hem een levenslange verbanning op te leggen.
In 1399 keerde Bolingbroke naar Engeland terug en stootte Richard II van de troon. Als Hendrik IV ontnam hij Thomas bovenop zijn verbanning ook het hertogdom Norfolk (24 maart 1399). Thomas stierf op 22 september 1399 in Venetië aan de Pest.

## Huwelijken en nakomelingen
Thomas was tweemaal getrouwd. Met zijn eerste vrouw Elisabeth Strange had hij geen kinderen. Uit zijn tweede huwelijk met Elisabeth FitzAlan, dochter van Richard FitzAlan, 11e graaf van Arundel (Huis FitzAlan) en Elisabeth de Bohun had hij vijf kinderen:
- Margretha (1391-1459) ∞ Sir Robert Howard (1385–1436)
- Thomas Mowbray, 4e graaf van Norfolk, (op 10 juni 1405 geëxecuteerd)
- John Mowbray, 5e graaf van Norfolk en vanaf 1425 2e hertog van Norfolk
- Isabella de Mowbray (ca. 1400-1452) ∞ James Berkeley, 1e baron Berkeley
- Elizabeth (1392 - na 1423); ∞ voor november 1403 Michael de la Pole, 3e graaf van Suffolk (in 1415 gesneuveld in de slag bij Azincourt)

Zie ook: Huis Mowbray